# Coenotephria neogamata
Coenotephria neogamata là một loài bướm đêm trong họ Geometridae.